# 裕通面粉厂宿舍
裕通面粉厂宿舍又稱裕通面粉厂宿舍旧址，是位於中華人民共和國上海市靜安區长安路900号的三幢建築。

## 歷史

### 裕通面粉厂
1919年（一說1904年、1926年），江西候补道朱鸿度之子朱幼鸿在西苏州河光复路药水弄的裕通纱厂舊址開設裕通面粉厂。1926年，裕通面粉厂的厂址被租给阜丰面粉厂，並且改稱为裕通阜丰面粉厂（裕通阜记面粉厂）。1938年，裕通面粉厂被日军占据，交由日商三兴面粉公司经营，厂内部分建筑被毁。中國抗日戰爭結束后，裕通面粉厂一度由国民政府接收，民国34年（1945年）11月，國民政府將裕通面粉厂歸還給私人經營。民国36年（1947年）5月，裕通面粉厂再度租給阜丰面粉厂，工廠同時改稱裕通丰记。1954年9月，裕通面粉厂轉行碾米，先后改名为裕通碾米厂、上海第三碾米厂、上海第二粮食采购站长安分部等。

### 裕通面粉厂宿舍舊址
裕通面粉厂宿舍舊址是裕通面粉厂的高級職工宿舍，共有三幢建築，一說是朱幼鸿家的裕通路900号住宅，建於1919年（一說建於1926年）。朱家迁到上海租界居住後，原住宅成成为裕通面粉厂的员工宿舍。南幢宿舍为砖木结构2层楼，1955年改为职工子弟学校，1974年改为天目西路幼儿园，後來改為旅社。东、西2幢宿舍後來成為居民住宅。
裕通面粉厂宿舍後來被評為上海市笫－批不可移动文物，2004年被評為闸北区不可移动文物。閘北區與靜安區合併後又為静安区文物保护点。2009年被列为上海工业遗产。2022年2月25日，蓝瓶咖啡在裕通面粉厂宿舍開設中国内地首店。